# Vulcà Barcelona
Vulcà Barcelona – hiszpański klub szachowy z Barcelony, dziewięciokrotny mistrz kraju.

## Historia
Klub powstał w 1950 roku. W 1977 roku zespół zajął pierwsze miejsce w Segunda División i awansował do Primera División. W dwóch pierwszych sezonach klub zdobywał wicemistrzostwo kraju. W latach 1980–84, 1986–1987, 1989 i 1995 Vulcà zdobyła mistrzostwo kraju, łącznie dziewięć razy. Z kolei jedenastokrotnie klub był mistrzem Katalonii (1978–1979, 1981, 1983–1985, 1988 i 1990–1993). W 1984 roku zespół po pokonaniu Allschwil SG 7:5 i Oslo Schakselskap 7,5:4,5 dotarł do półfinału Pucharu Europy, w którym przegrał z Trudem Moskwa. W Pucharze Europy klub wystąpił jeszcze w 1986 roku, pokonując w pierwszej rundzie Taflfélag Reykjavíkur, a następnie odpadając z SV Eindhoven. W 1998 roku zespół spadł z División de Honor. W 1999 roku klub połączył się z CE Barcelona, tworząc CE Barcelona-Vulcà.
Zawodnikami klubu byli m.in. Pia Cramling, Orestes Rodríguez Vargas, Juan Manuel Bellón López, Ángel Martín González i Antonio Medina García